# Clinocera gressitti
Clinocera gressitti är en tvåvingeart som beskrevs av Smith 1964. Clinocera gressitti ingår i släktet Clinocera och familjen dansflugor. Inga underarter finns listade i Catalogue of Life.